# 森武麿
森 武麿（もり たけまろ、1945年 - ）は、日本の歴史学者。専攻は日本近現代経済史・農村社会史。神奈川大学名誉教授、一橋大学名誉教授、駒澤大学名誉教授。一橋大学経済学博士。

## 来歴・人物
瀬戸内海にある岡山県浅口郡の大島（現笠岡市）出身。疎開先の岡山県で生まれ、すぐに福岡市博多に移り、その後中学までは東京洗足、高校から横浜市菊名で育つ。
1968年、一橋大学経済学部卒業。1975年、一橋大学大学院経済学研究科博士課程単位取得満期退学。大学・大学院では永原慶二・中村政則に師事する。
1975年、駒澤大学経済学部専任講師となり、1979年に助教授、1985年に教授となる。1999年、駒澤大学名誉教授の称号を受け、一橋大学経済学部教授となる。2009年3月一橋大学定年退職。2009年4月神奈川大学法学部・大学院歴史民俗資料学研究科教授就任、一橋大学名誉教授の称号を受ける。2016年神奈川大学名誉教授。飯田市歴史研究所顧問研究員。
1999年一橋大学より経済学博士。論文の題は「戦時日本農村社会の研究」。審査員斎藤修、西成田豊、池享。
2007年平和協同ジャーナリスト基金賞奨励賞受賞。

## 著書『日本の歴史20 アジア・太平洋戦争』について
1982年に文部省が教科書検定で「華北へ侵略」を「華北に進出」に変えさせたとする誤報がなされ、これにより日本の外交・内政に混乱が生じた（教科書誤報事件）。すぐに事実ではなく誤報であることが判明したが、森は1993年に出版した自著『日本の歴史20 アジア・太平洋戦争』の中で「文部省検定によって『侵略』を『進出』に書き換えさせたことに対して、アジア諸国の激しい抗議の声が巻き起こった」と誤報のままの記述をしている。
日本近現代史の西尾幹二は「日本人の癖に日本になんの恨みがあるのか。なんでも日本がやったことは馬鹿馬鹿しいと言わんばかりの・・・この人は日本人なんだろうか、戦後教育のプロパガンダだ。読むに値しない」と断じた。

## 著書

### 単著
- 『日本の歴史20 アジア・太平洋戦争』（集英社、1993年）
- 『50年目の証言―アジア・太平洋戦争の傷跡を訪ねて』（集英社、1995年）
- 『戦時日本農村社会の研究』 （東京大学出版会、1999年）
- 『戦間期の日本農村社会―農民運動と産業組合―』（日本経済評論社、2005年）

### 監修
- 『ポプラディア情報館　アジア・太平洋戦争』（ポプラ社、2006年）

### 編著
- 『近代農民運動と支配体制―1920年代岐阜県西濃地方の農村をめぐって』 （柏書房、1985年）
- 『おだわらの歴史』（小田原市立図書館、2007年）

### 共著
- （浅井良夫・西成田豊・春日豊・伊藤正直）『現代日本経済史』（有斐閣、1993年。新版2002年）
- （渋谷隆一）『資本主義の発展と地方財閥―荘内風間家の研究―』（現代史料出版、2000年）

### 共編著
- （西田美昭・栗原るみ）『栗原百寿　農業理論の射程』（八朔社、1990年）
- （大門正克）『地域における戦時と戦後　庄内地方の農村・都市・社会運動』（日本経済評論社、1996年）